# ليزا إيرلاندزوتر
ليزا إيرلاندزوتر (بالسويدية: Lisa Erlandsdotter)‏ كانت فنانة سويدية (صانعة نسيج).
ابنة البستاني إيرلاند هالبيرغ وآنا ماريا كريستوفرسدروت وشقيقة سفين إيرلاندسون (1768-1853) وكاتارينا إيرلاندزوتر (1771-1848) ؛ أصبح الأشقاء الثلاثة معروفين بالفنانين. قدمت ليزا إيرلاندزوتر بولناسمولنينج، وهو فن سويدي، وهو نوع من النسيج المطلي من النسيج المُستخدم للزينة، إلى حد كبير بين الفلاحين. عملت مع شقيقها سفين وشقيقتها كاتارينا، لكن حيث اشتهرت بشكل خاص بدوافع حفلات الزفاف والزهور. تزوجت يوهانس غونارسون في 1802.